# Doriopsilla elitae
Doriopsilla elitae is een slakkensoort uit de familie van de Dendrodorididae. De wetenschappelijke naam van de soort is voor het eerst geldig gepubliceerd in 2008 door Valdés & Hamann.